# Diocese de Magdeburgo
A Diocese de Magdeburgo (em latim: Dioecesis Magdeburgensis e em alemão:  Bistum Magdeburg) é uma circunscrição eclesiástica da Igreja Católica da Alemanha, sufragânea da Arquidiocese de Paderborn. Atualmente é governada pelo bispo Dom Gerhard Feige.

## Território
A diocese equivale aos estados de Brandemburgo, Saxônia e Saxônia-Anhalt. A sé episcopal é a cidade de Magdeburgo, onde fica a Catedral de São Sebastião.
O território está dividido em 186 paróquias.

## História
Durante a Idade Média, a então Arquidiocese de Magdeburgo teve grande importância, sendo erigida em 968, com território tomado da Diocese de Halberstadt e Diocese de Merseburg, com o propósito de evangelizar os povos eslavos da região.
A Província Eclesiástica de Magdeburgo também incluiu as dioceses de Merseburg, Havelberg, Naumburg e Meißen hoje todas suprimidas, exceto Meißen.
Em 1424, Frederico I de Brandemburgo conseguiu tomar a Diocese de Lebus da Província Eclesiástica da Arquidiocese de Gniezno e anexá-la à Magdeburgo. 
A partir de 1476 a arquidiocese se tornou politicamente dependente de Brandemburgo e Saxônia. Entre 1503 e 1680, a residência dos arcebispos foi transferida para Halle an der Saale.
A partir de 1541 a arquidiocese caiu nas mãos da Casa de Brandemburgo. O Cardeal Alberto de Mainz, arcebispo na época viu-se em uma situação política incerta e com poucos recursos financeiros disponíveis, não conseguindo deter a disseminação do protestantismo em seu território. Mesmo as tentativas de seus sucessores foram eficazes, e a maioria das catedrais acabaram tornando-se protestantes.
Em 1566, o poder passou para um administrador apostólico protestante. Durante a Guerra dos Trinta Anos Magdeburgo voltou a ter um bispo católico, Leopoldo Guilherme da Áustria, e a Paz de Vestfália (1648), a arquidiocese se tornou parte do principado Brandemburgo.
Ainda em 1648, a arquidiocese foi suprimida e agregada ao território da Arquidiocese de Colônia, e ao da então Diocese de Paderborn (hoje Arquidiocese) em 1821.
Em 23 de julho, 1973 foi erigida a administração apostólica de Magdeburgo, com território tomado da arquidiocese de Paderborn. Era uma parte da arquidiocese no território da Alemanha Oriental. Em 27 de junho de 1994, a administração apostólica foi elevada a diocese com o Bula Papal Cum gaudio et spe, de João Paulo II.

## Estatísticas
A diocese, até o final de 2004, havia batizado 120.000 pessoas, em uma população de 2.723.000, correspondendo a 4,4% do total.

## Bispo
| #                        | Nome             | Período    | Notas           |
| Bispos                   | Bispos           | Bispos     | Bispos          |
| ------------------------ | ---------------- | ---------- | --------------- |
| 2º                       | Gerhard Feige    | 2004-atual |                 |
| 1º                       | Leopold Nowak    | 1994-2004  |                 |
| Bispos auxiliares        |                  |            |                 |
|                          | Theodor Hubrich  | 1975-1987  |                 |
| Administrador Apostólico |                  |            |                 |
|                          | Leopold Nowak    | 1990-1994  | Elevado a Bispo |
|                          | Hans-Georg Braun | 1973-1990  |                 |